# Блайхероде
Блайхероде (нем. Bleicherode) (корректное произношение: Бляйхероде) — город в Германии, в земле Тюрингия.
Входит в состав района Нордхаузен. Население составляет 6678 человек (на 31 декабря 2010 года). Занимает площадь 20,43 км². Официальный код — 16 0 62 002.